# Adrapsoides angulata
Adrapsoides angulata är en fjärilsart som beskrevs av Alfred Ernest Wileman 1915. Adrapsoides angulata ingår i släktet Adrapsoides och familjen nattflyn. Inga underarter finns listade i Catalogue of Life.